# Rosalia Maggio
Rosalia Maggio (1 de mayo de 1921-25 de julio de 1995) fue una actriz teatral y cinematográfica de nacionalidad italiana.

## Biografía
Nacida en Palermo, Italia, Rosalia era la penúltima entre los miembros de la familia Maggio, siendo sus padres Domenico Maggio y Antonietta Gravante. Era hermana de Enzo, Dante, Beniamino, Pupella y Margherita, esta última más joven que ella.
Su debut en escena llegó, como era frecuente en la época, muy pronto: a los cuatro años salió junto a su madre en el drama Mastu Giorgio 'o ferraro.
Maggio fue una actriz ecléctica: pasó sin dificultad de las variedades al avanspettacolo, del drama al teatro napolitano, la opereta, la revista, haciendo papeles de reparto y protagonistas en psicodramas, y haciendo incluso estriptis en un período de dificultad financiera. En los años 1960 fue intérprete también en numerosas producciones cinematográficas, entre ellas un film con Totò y Peppino De Filippo titulado Totò, Peppino e le fanatiche. Formó una compañía teatral con Giacomo Rizzo, con el cual  mantuvo una relación artística en el transcurso de los años.
A lo largo de su carrera tuvo algunas incursiones como cantante, grabando para los sellos Phonotype ("Bammenella", de Raffaele Viviani), Nuova New York ("Povera mamma mia", de Alberto Sciotti y Tony Iglio) y La Canzonetta ("A guardaporte", de Cristofaro Letico y Aniello Langella, y "Lo penzo ma non lo fò", de Gigi Pisano y Giuseppe Cioffi, entre otros varios.  
En 1970 formó parte de la compañía de Mario Trevi grabando Sulitario. 
En el teatro, en los años 1980 participó en el espectáculo 'Na sera 'e Maggio, con sus hermanos Beniamino y Pupella.
También participó en 1990 en el rodaje del vídeo Giocare il Sogno, Filmare il Gioco, de Ottavio Rosati, producido por Plays e Cinema Giovani con el Teatro Stabile de Turín, y al siguiente año en el programa de Rai3 "Da Storia nasce Storia", en el cual desvelaba momentos complicados de su vida.
Rosalia Maggio falleció en Nápoles, Italia, en 1995.

## Filmografía
- 1954 : Ballata tragica, de Luigi Capuano
- 1959 : Fantasmi e ladri, de Giorgio Simonelli
- 1961 : Giorno per giorno disperatamente, de Alfredo Giannetti
- 1961 : Drakut il vendicatore, de Luigi Capuano
- 1962 : Gli anni ruggenti, de Luigi Zampa
- 1965 : Dos toreros de aúpa, de Giorgio Simonelli
- 1965 : Menage all'italiana, de Franco Indovina
- 1974 : I guappi, de Pasquale Squitieri
- 1978 : La pagella, de Ninì Grassia
- 1982 : I figli... so' pezzi 'e core, de Alfonso Brescia
- 1991 : Storia di un papa apparso ad un'attrice, en "Da Storia nasce Storia" de Ottavio Rosati (1991)